# Puccinia alternans
Puccinia alternans ist eine Ständerpilzart aus der Ordnung der Rostpilze (Pucciniales). Der Pilz ist ein Endoparasit von Wiesenrauten und Trespen. Symptome des Befalls durch die Art sind gelbe Rostflecken und Pusteln auf den Blattoberflächen der Wirtspflanzen. Das Verbreitungsgebiet umfasst die gesamte Holarktis.

## Merkmale
Puccinia alternans ist mit bloßem Auge nur anhand der auf der Oberfläche des Wirtes hervortretenden Sporenlager zu erkennen. Sie wachsen in Nestern, die als gelbliche bis braune oder schwärzliche Flecken und Pusteln auf den Blattoberflächen erscheinen.
Das Myzel von Puccinia alternans wächst wie bei allen Puccinia-Arten interzellulär und bildet Saugfäden, die in das Speichergewebe des Wirtes wachsen. Ihre Pyknien sind kugelig und eingesenkt. Die Aecien der Art wachsen in oberseitig vieoletten, unterseitig gelblichen Gruppen. Sie besitzen stumpfpolyedrische ellipsoide Aecidiosporen von 19–30 × 17–20 µm, die farblos und warzig sind. Die Uredien wachsen zerstreut und blattoberseitig, stoßen früh durch die Epidermis und sind orange. Ihre Uredosporen sind kugelig bis leicht ellipsoid, 17–33 × 17–26 µm groß, gelblich und stachelwarzig. Die Telien der Art wachsen in blattunterseitigen Gruppen und sind lange bedeckt und schwarzbraun. Die Teleutosporen sind zweizellig, meist keulenförmig und 26–74 × 10–20 µm groß. Sie sind bräunlich, ein Stiel ist kurz und fest.

## Verbreitung
Puccinia alternans besitzt ein Verbreitungsgebiet, das sich über die gesamte gemäßigte Nordhalbkugel erstreckt.

## Ökologie
Die Wirtspflanzen von Puccinia alternans sind als Haplont Wiesenrauten (Thalictrum spp.) sowie Trespen (Bromus spp.) für den Dikaryonten. Der Pilz ernährt sich von den im Speichergewebe der Pflanzen vorhandenen Nährstoffen, seine Sporenlager brechen später durch die Blattoberfläche und setzen Sporen frei. Die Art verfügt über einen Entwicklungszyklus mit Pyknien, Uredien, Telien und Aecidien.